# Huerniasläktet
Huerniasläktet, Huernia, är ett släkte i familjen oleanderväxter, Apocynaceae. som beskrevs av Robert Brown, 1809. De cirka 80 arterna i släktet förekommer i östra och södra Afrika.

## Dottertaxa tillHuernia, i alfabetisk ordning[1]
- Huernia anagaynensis
- Huernia andreaeana
- Huernia archeri
- Huernia asirensis
- Huernia aspera
- Huernia barbata
- Huernia bayeri
- Huernia blyderiverensis
- Huernia boleana
- Huernia brevirostris
- Huernia calosticta
- Huernia campanulata
- Huernia clavigera
- Huernia collenetteae
- Huernia concinna
- Huernia confusa
- Huernia distincta
- Huernia echidnopsioides
- Huernia erectiloba
- Huernia erinacea
- Huernia foetida
- Huernia formosa
- Huernia guttata, Ruthuernia
- Huernia haddaica
- Huernia hadramautica
- Huernia hallii
- Huernia hislopii
- Huernia humilis
- Huernia humpatana
- Huernia hystrix
- Huernia keniensis, Drakhuernia
- Huernia kennedyana
- Huernia khalidbinsultanii
- Huernia kirkii
- Huernia laevis
- Huernia lavrani
- Huernia leachii
- Huernia lenewtonii
- Huernia levyi
- Huernia lodarensis
- Huernia loeseneriana
- Huernia longii
- Huernia longituba
- Huernia lopanthera
- Huernia macrocarpa, Prickhuernia
- Huernia marnieriana
- Huernia mccoyi
- Huernia namaquensis
- Huernia nigeriana
- Huernia nouhuysii
- Huernia occulta
- Huernia oculata
- Huernia pendula
- Huernia piersii
- Huernia pillansii
- Huernia plowesii
- Huernia praestans
- Huernia procumbens
- Huernia quinta
- Huernia radhwana
- Huernia recondita
- Huernia rosea
- Huernia rubra
- Huernia rubrosticta
- Huernia saudi-arabica
- Huernia schneideriana
- Huernia similis
- Huernia somalica
- Huernia stapelioides
- Huernia tanganyikensis
- Huernia thudichumii
- Huernia thuretii, Vaxhuernia
- Huernia transvaalensis
- Huernia urceolata
- Huernia venusta
- Huernia verekeri
- Huernia whitesloaneana
- Huernia witzenbergensis
- Huernia volkartii
- Huernia zebrina, Sebrahuernia